# Syntheta novaguinensis
Syntheta novaguinensis là một loài bướm đêm trong họ Noctuidae.